# Yelizaveta Savlinis
Yelizaveta Savlinis (Rusia, 14 de agosto de 1987) es una atleta rusa, especialista en la prueba de 4 x 100 m en la que llegó a ser medallista de bronce europea en 2014.

## Carrera deportiva
En el Campeonato Europeo de Atletismo de 2014 ganó la medalla de bronce en los relevos 4 x 100 metros, con un tiempo de 43.22 segundos, llegando a meta tras Reino Unido y Francia (plata), siendo sus compañeras de equipo: Natalia Rusakova, Kristina Sivkova y Marina Panteleyeva.